# عبد الرحمن الفريح
الدكتور عبد الرحمن الفريح، من مواليد بلدة السبعان بـحائل عام 1376هـ مؤرخ ومؤلف وأكايديمي سعودي، عضو بمجلس الشورى السعودي، وله العديد من المؤلفات المنشورة، حصل على درجة دكتوراه في التاريخ والحضارة، حصل على دورة في الإدارة بجامعة البحر الابيض المتوسط بمالطا، درس اللغة الإنجليزية بسان دياغو بالولايات المتحدة الأمريكية، ويعمل حالياً عضو في هيئة التدريس بجامعة الإمام محمد بن سعود الإسلامية بالرياض.

## حياته ومناصبه
- - عمل بمعهد اللغة العربية بجامعة الملك سعود بالرياض.
- - عمل بإمارة منطقة حائل : مديراً لإدارة تنمية وتنسيق الخدمات ثم مديراً للعلاقات العامة ثم أميناً عاماً لمجلس المنطقة
- مديراً لإدارة المستشارين، ثم تقاعد تقاعداً مبكراً (في عام 1426 هـ ).
- - عضو في مجلس الشورى في الفترة ( 1426-1430 هـ ).
- - عمل رئيساً لقسم النشاطات الثقافية بجمعية الثقافة والفنون ( فرع حائل )
- ونائباً لرئيس النادي الأدبي بمنطقة حائل.
- - كاتب في جريدة الجزيرة.
- - شارك في عدد من الندوات والمؤتمرات واللقاءات العلمية في داخل المملكة وخارجها وأسهم بتحكيم عدد من الكتب والبحوث.
- - ألقى عدداً من المحاضرات في الفكر والثقافة والتاريخ والأدب والتنمية.
- - عضو في هيئة التدريس بجامعة الإمام محمد بن سعود الإسلامية بالرياض - أستاذ تاريخ وحضارة ( متعاون ).
- صاحب أول ملتقى ( صالون ثقافي ) بحائل ( أربعائية الفريح ).[4]
- عضو الجمعية التاريخية السعودية.
- عضو جمعية التاريخ والأثار بدول مجلس التعاون لدول الخليج العربية.
- عضو جمعية اتحاد المؤرخين العرب بالقاهرة.[5]

## مؤلفاته
- - منهج البحث التاريخي ورؤية نقدية في بعض المصادر والدراسات الحديثة( نشرتة دار المعرفة)[6]
- - قفار. نشرته الرئاسة العامة لرعاية الشباب (الهيئة العامة للرياضة حاليا).[7]
- - بنو بكر بن وائل منذ ظهور الإسلام حتى بداية العصر الاموي.( نشرتة دار بن حزم )[8]
- - القبائل العربية في خرسان وبلاد ما وراء النهر في العصر الاموي.( نشرتة دار بن جزم )[9]

## له من البحوث المنشورة
- لمحات من تاريخ فدك.[10]
- مصادر التاريخ الإسلامي ونقد الروايات.
- العرب في خرسان وبلاد ماوراء النهر.[11]
- أيام العرب مادة التاريخ وأدب اللغة.[12]
- نظرات في الثقافة ’ المفهوم.. المكونات.. الملامح.[13]
- فالين الفنلندي وابن الفارض وصور من شمالي جزيرة العرب.[14]
- زرود وشياطين الشعر.[15]
- منطقة حائل..بانوراما المكان والسكان.[16]

## برامج تلفزيونية
1. قدم برنامج الملتقى في القناة الثقافية.[17]
2. يقدم برنامج ( تاريخ وحضارة ) في القناة الثقافية.[17]
3. الاتفاق التاريخي بين الحسين ومعاوية.[18]
4. لقاء د.عبد الرحمن الفريح التميمي. برنامج بيادر قناة المجد 1432هـ.[19]